# Мешковица (род)
Мешковица (Adoxa) е род цъфтящи растения от семейство Мешковицови. Съдържа най-малко 2 вида растения, включително мешковица, на която семейството е кръстено.
- Adoxa moschatellina L.
- Adoxa xizangensis G.Yao

И двата вида в този род са дребни многогодишни тревисти растения, които цъфтят рано през пролетта и умират до нивото на земята през лятото веднага след узряването на плодовете; листата са сложни.